# 疾風 (初代神風型駆逐艦)
|          |                                                                       |
| 艦歴     |                                                                       |
| 計画     | 明治37年度臨時軍事費                                                  |
| 起工     | 1905年9月25日                                                         |
| 進水     | 1906年5月22日                                                         |
| 就役     | 1907年3月25日                                                         |
| その後   | 1912年8月28日三等駆逐艦 1928年7月6日廃駆逐艦第5号と仮称               |
| 除籍     | 1924年12月1日                                                         |
| 廃船     | 1926年6月16日                                                         |
| 売却     | 1930年1月31日                                                         |
| 性能諸元 |                                                                       |
| 排水量   | 常備：381t 満載：450t                                                 |
| 全長     | 69.2メートル                                                          |
| 全幅     | 6.6メートル                                                           |
| 吃水     | 1.8メートル                                                           |
| 機関     | レシプロエンジン2基2軸、6,000hp                                       |
| 最大速力 | 29ノット                                                              |
| 航続距離 | 11ノット/850カイリ                                                    |
| 乗員     | 70人                                                                  |
| 兵装     | 80mm（40口径）単装砲 2門 80mm（28口径）単装砲 4門 450mm魚雷発射管 2門 |

疾風（はやて）は、大日本帝国海軍の駆逐艦で、神風型駆逐艦 (初代)の12番艦である。同名艦に神風型駆逐艦 (2代)の「疾風」があるため、こちらは「疾風 (初代)」や「疾風I」などと表記される。

## 艦歴
1905年（明治38年）2月15日、命名（製造番号第12号）。同年5月25日、大阪鉄工所で起工。1906年（明治39年）5月22日、進水。同月24日、駆逐艦に類別。1907年（明治40年）3月25日、竣工。
1924年（大正13年）12月1日、除籍。1926年（大正15年）6月16日、廃船。1928年（昭和3年）7月6日、廃駆逐艦第5号と仮称。1930年（昭和5年）1月31日、売却。

## 艦長
※『日本海軍史』第9巻・第10巻の「将官履歴」及び『官報』に基づく。
駆逐艦長
- （兼）森本義寛 少佐：1907年3月15日 - 7月1日
- （兼）高橋律人 大尉：1907年7月1日 - 7月12日
- 林直親 大尉：1907年7月12日 - 1908年11月20日
- 森脇栄枝 大尉：1908年11月20日 - 1909年12月1日
- （兼）館明次郎 大尉：1909年12月1日 - 1910年12月1日
- 広瀬豊 大尉：1910年12月1日 - 12月20日
- 大橋朝正 少佐：1910年12月20日 - 1911年6月1日
- 亥角喜蔵 大尉：1911年6月1日 - 1912年12月1日
- 関谷光平 大尉：1912年12月1日 - 1913年9月26日
- （兼）牛島潔 大尉：1913年9月26日 - 12月1日
- 塚本克熊 大尉：1913年12月1日 - 1915年12月13日
- 西村七三郎 大尉：1915年12月13日 -
- 川越忠光 大尉：1917年10月10日 - 1918年12月1日
- 若木元次 大尉：1918年12月1日[7] - 1919年12月8日[8]
- 鈴木義雄 大尉：1919年12月8日[8] - 1920年5月6日[9]
- 境澄信 大尉：1920年5月6日[9] - 1921年3月9日[10]
- 須藤平三郎 少佐：1921年3月9日[10] - 1921年4月1日[11]
- （兼）実吉敏郎 大尉：1921年4月1日[11] - 1921年4月30日[12]
- 春日末章 大尉：1921年4月30日[12] - 12月1日[13]
- 須藤平三郎 少佐：1921年12月1日[13] - 1923年8月13日[14]
- 安富芳介 大尉：1923年8月13日[14] - 1924年2月5日[15]
- 藤井音四郎 大尉：1924年2月5日[15] -